# Оріо
Оріо (ісп. Orio, баск. Orio) — муніципалітет в Іспанії, у складі автономної спільноти Країна Басків, у провінції Гіпускоа. Населення — 5026 осіб (2009).
Муніципалітет розташований на відстані близько 340 км на північ від Мадрида, 12 км на південний захід від Сан-Себастьяна.

## Демографія
Динаміка населення (INE ):

## Галерея зображень

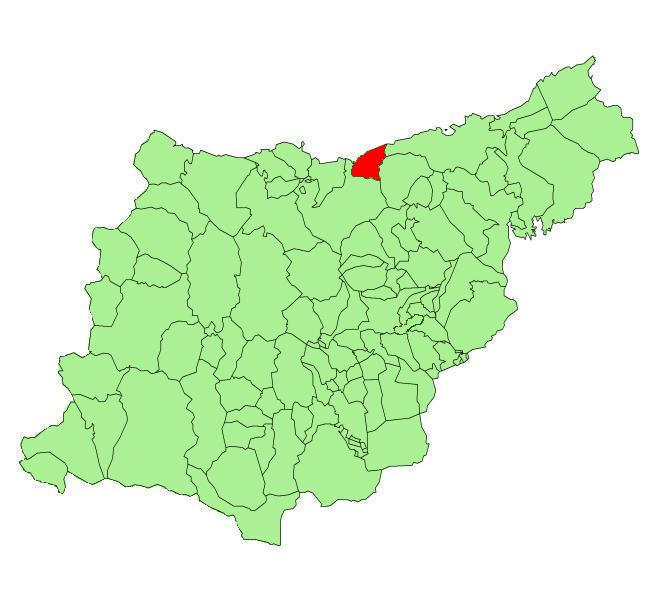
Розташування муніципалітету
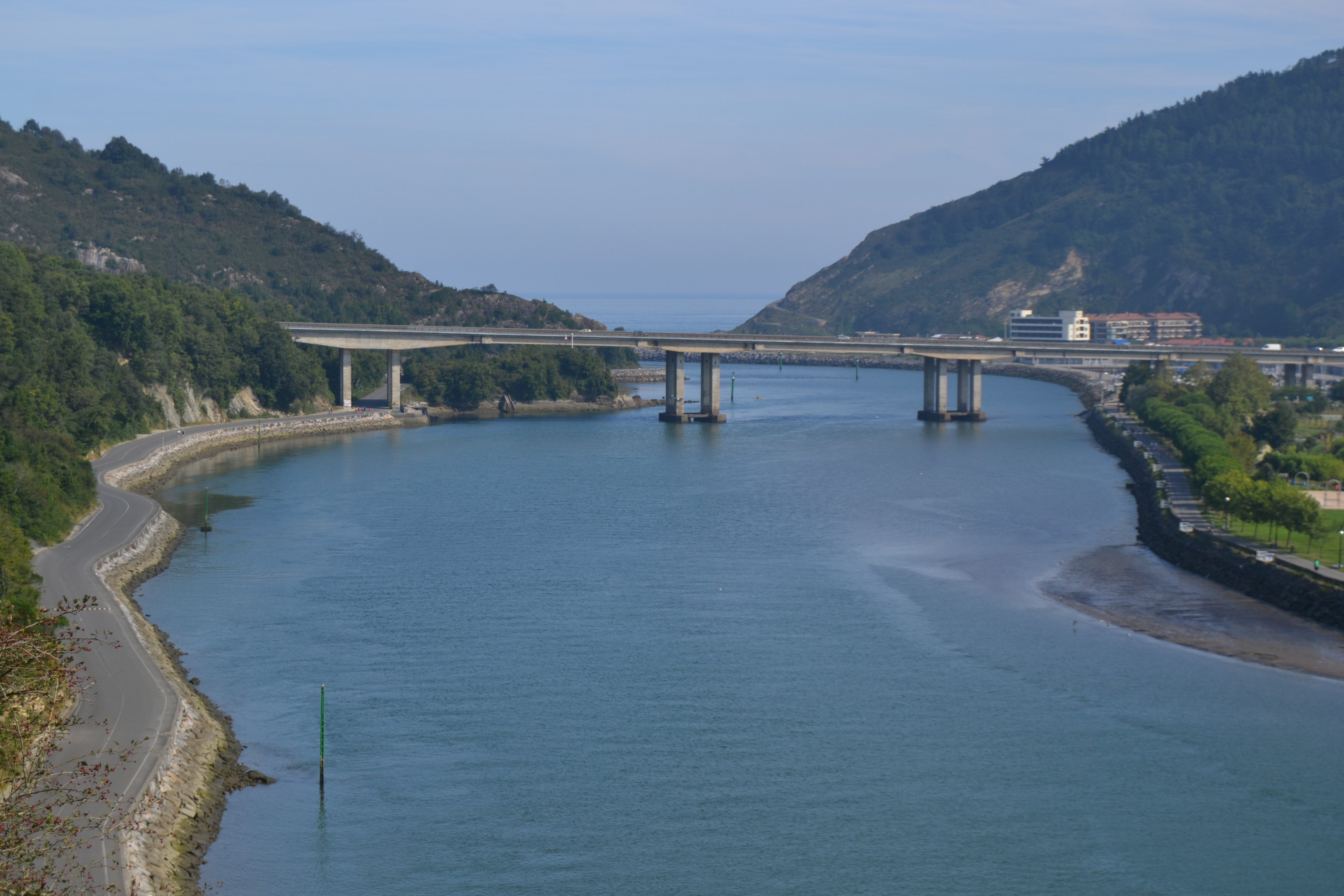
Оріо. Дорога А-8